# Justicia morona-santiagoensis
Justicia morona-santiagoensis är en akantusväxtart som beskrevs av Wassh.. Justicia morona-santiagoensis ingår i släktet Justicia och familjen akantusväxter. Inga underarter finns listade i Catalogue of Life.